# 飯守泰次郎
飯守 泰次郎（いいもり たいじろう、1940年9月30日 - 2023年8月15日）は、日本の指揮者。

## 人物
満洲国・新京生まれ。父は裁判官の飯守重任、兄はロゴデザイナーの飯守恪太郎。文部大臣、最高裁判所長官を歴任した田中耕太郎は伯父。母方の祖父母に日向輝武、林きむ子。

## 経歴
桐朋学園大学指揮科卒業。斎藤秀雄に師事。アメリカ留学中にミトロプーロス国際指揮者コンクールに入賞。のちにカラヤン国際指揮者コンクールに入賞。
ドイツでの活動が長くバイロイト音楽祭の音楽助手をつとめる。またマンハイム、レーゲンスブルクなど各地の歌劇場で活動をする。ドイツでの活動を継続出来るよう朝比奈隆が一度助けてくれたという逸話がある。オランダ・エンスヘデ市立音楽院オーケストラ顧問を務めた。
日本国内では1972年から1976年まで読売日本交響楽団指揮者、1993年から1998年まで、名古屋フィルハーモニー交響楽団常任指揮者。1997年より東京シティ・フィルハーモニック管弦楽団常任指揮者（2012年4月から桂冠名誉指揮者）。2001年より関西フィルハーモニー管弦楽団常任指揮者、2011年より桂冠名誉指揮者。2018年より2023年まで仙台フィルハーモニー管弦楽団常任指揮者。
2012年9月から新国立劇場芸術参与、2014年9月から同芸術監督（いずれもオペラ部門）に就任。
ベーレンライター版によるベートーヴェン・チクルスを東京シティ・フィルハーモニック管弦楽団・関西フィルハーモニー管弦楽団の双方で成し遂げる。前者はCD化された。
東京シティ・フィルハーモニック管弦楽団では、2000年から4年にわたって『ニーベルングの指環』全四部作、2004年『ローエングリン』、2005年『パルジファル』、2008年『トリスタンとイゾルデ』と、ワーグナーの楽劇を「オーケストラル・オペラ」というコンセプトで演奏、日本のワーグナー演奏史に大きな軌跡を残し、数々の賞を受けることになる。さらにマルケヴィチ版によるベートーヴェン・チクルスを完成させる（CDで発売）。2021年には自身の傘寿を記念して開催された『ニーベルングの指環』のハイライト演奏会を指揮した。
関西フィルハーモニー管弦楽団ではオーギュスタン・デュメイ、藤岡幸夫と共に楽団の顔であり、時に同じ演奏会で共演することもある(前半が藤岡指揮・後半が飯守指揮、あるいはデュメイがヴァイオリン独奏・飯守が指揮)。2005年にはピアニストの迫昭嘉とともに大澤壽人のピアノ協奏曲第3番を関西で67年ぶりに演奏した。その後も大澤の作品を精力的にとりあげており、ピアノ協奏曲は3曲とも指揮(迫昭嘉、関西フィルハーモニー管弦楽団との共演)、うち第1番は2013年5月に世界初演。さらに以前より同楽団がとりあげていた貴志康一の作品も指揮している。2011年から2022年までブルックナー交響曲チクルス(演奏会は10回、うち1回は0番・00番を演奏)を行った。
1973年芸術選奨新人賞、2000年度第32回サントリー音楽賞、2003年度第54回芸術選奨文部科学大臣賞、2004年秋に紫綬褒章、2010年11月に旭日小綬章、2013年に日本芸術院賞を受けた。2008年に大阪市市民表彰。2012年文化功労者。2015年、第56回毎日芸術賞受賞。
2023年8月15日、急性心不全のため、死去した。82歳没。死没日付をもって従四位に叙され、旭日中綬章を追贈された。